# Вільямс Тауншип (округ Нортамптон, Пенсільванія)
Вільямс Тауншип (англ. Williams Township) — селище (англ. township) в США, в окрузі Нортгемптон штату Пенсільванія. Населення — 6581 особа (2020).

## Демографія
Згідно з переписом 2010 року, у селищі мешкали 5884 особи в 2363 домогосподарствах у складі 1697 родин. Було 2537 помешкань
Расовий склад населення:
| - 92,6 % — білих - 3,0 % — азіатів - 2,8 % — чорних або афроамериканців - 0,1 % — корінних американців |

До двох чи більше рас належало 1,0 %. Частка іспаномовних становила 2,3 % від усіх жителів.
За віковим діапазоном населення розподілялося таким чином: 19,5 % — особи молодші 18 років, 65,0 % — особи у віці 18—64 років, 15,5 % — особи у віці 65 років та старші. Медіана віку мешканця становила 46,2 року. На 100 осіб жіночої статі у селищі припадало 100,1 чоловіків;  на 100 жінок у віці від 18 років та старших — 100,0 чоловіків також старших 18 років.
Середній дохід на одне домашнє господарство  становив 108 874 долари США (медіана — 92 898), а середній дохід на одну сім'ю — 113 543 долари (медіана — 107 480). Медіана доходів становила 65 393 долари для чоловіків та 52 817 доларів для жінок. За межею бідності перебувало 2,4 % осіб, у тому числі 3,6 % дітей у віці до 18 років та 1,6 % осіб у віці 65 років та старших.
Цивільне працевлаштоване населення становило 3156 осіб. Основні галузі зайнятості: освіта, охорона здоров'я та соціальна допомога — 20,0 %, виробництво — 17,0 %, науковці, спеціалісти, менеджери — 13,3 %, фінанси, страхування та нерухомість — 10,7 %.